# Сенегал на летних Олимпийских играх 1964
Сенегал принимал участие в Летних Олимпийских играх 1964 года в Токио (Япония) в первый раз за свою историю, но не завоевал ни одной медали.
11 легкоатлетов в возрасте от 17 до 28 лет приняли участие в забегах на 100, 200 и 400 метров, а также в эстафете 4х100 м и 400 м с барьерами, но не вышли в финал.
23-летний уроженец Дакара Мансур Мамаду Диа вышел в финал и занял 13 место в тройном прыжке, показав результат 15,44 м. Это была его первая олимпиада, впоследствии он участвовал в олимпиадах в Мехико и в Мюнхене, где улучшил свои результаты.

## Результаты

### Лёгкая атлетика
Мужчины
| Спортсмен                                                 | Соревнование       | Первый раунд/ квалификация | Первый раунд/ квалификация | Первый раунд/ квалификация | Четвертьфинал        | Четвертьфинал        | Четвертьфинал        | Полуфинал            | Полуфинал            | Полуфинал            | Финал                 | Финал                 |
| Спортсмен                                                 | Соревнование       | Результат                  | Место                      | Итог                       | Результат            | Место                | Итог                 | Результат            | Место                | Итог                 | Результат             | Место                 |
| --------------------------------------------------------- | ------------------ | -------------------------- | -------------------------- | -------------------------- | -------------------- | -------------------- | -------------------- | -------------------- | -------------------- | -------------------- | --------------------- | --------------------- |
| Бассиру Думбия                                            | 100 м              | 11,02                      | 5                          | 59                         | Завершил выступления | Завершил выступления | Завершил выступления | Завершил выступления | Завершил выступления | Завершил выступления | Завершил выступления  | Завершил выступления  |
| Абдулай Ндиай                                             | 100 м              | 11,06                      | 6                          | 61                         | Завершил выступления | Завершил выступления | Завершил выступления | Завершил выступления | Завершил выступления | Завершил выступления | Завершил выступления  | Завершил выступления  |
| Алиун Соу                                                 | 200 м              | 21,91                      | 5                          | 40                         | Завершил выступления | Завершил выступления | Завершил выступления | Завершил выступления | Завершил выступления | Завершил выступления | Завершил выступления  | Завершил выступления  |
| Амаду Гаку                                                | 400 м              | 50,1                       | 7                          | 48                         | Завершил выступления | Завершил выступления | Завершил выступления | Завершил выступления | Завершил выступления | Завершил выступления | Завершил выступления  | Завершил выступления  |
| Мамаду Сарр                                               | 400 м с/б          | 53,2                       | 6                          | 25                         |                      |                      |                      | Завершил выступления | Завершил выступления | Завершил выступления | Завершил выступления  | Завершил выступления  |
| Маланг Мане Бассиру Думбия Малик Диоп Алиун Соу           | эстафета 4 х 100 м | 40,55                      | 4                          | 12                         |                      |                      |                      | 40,26                | 6                    | 12                   | Завершили выступления | Завершили выступления |
| Даур Мбайе Гуйе Даниэль Тиав Мамаду Ндиай Папа Майе Ндиай | эстафета 4 х 400 м | 3:12,5                     | 6.                         | 15.                        |                      |                      |                      |                      |                      |                      | Завершили выступления | Завершили выступления |

| Спортсмен  | Дисциплина     | Квалификация | Квалификация | Финал     | Финал |
| Спортсмен  | Дисциплина     | Результат    | Место        | Результат | Место |
| ---------- | -------------- | ------------ | ------------ | --------- | ----- |
| Мансур Диа | тройной прыжок | 15,84 м      | 10           | 15,44 м   | 13    |